# Férfi 3 méteres szinkronugrás a 2018-as úszó-Európa-bajnokságon
A 2018-as úszó-Európa-bajnokságon a műugrás férfi szinkron 3 méteres versenyszámának fináléját augusztus 10-én délután rendezték meg a Royal Commonwealth Poolban.

## Versenynaptár
Az időpontok helyi idő szerint olvashatóak (GMT +00:00).
| Dátum                       | Időpont | Forduló |
| --------------------------- | ------- | ------- |
| 2018. augusztus 10., péntek | 13:30   | Döntő   |

## Eredmény
| #  | Versenyző                                    | Ország                   | Pontok | Pontok | Pontok | Pontok | Pontok | Pontok | Pontok |
| #  | Versenyző                                    | Ország                   | F1     | F2     | F3     | F4     | F5     | F6     | Össz.  |
| -- | -------------------------------------------- | ------------------------ | ------ | ------ | ------ | ------ | ------ | ------ | ------ |
|    | Jevgenyij Kuznyecov / Ilja Zaharov           | Oroszország (RUS)        | 52,80  | 52,20  | 65,88  | 86,10  | 79,56  | 94,62  | 431,16 |
|    | Jack Laugher / Chris Mears                   | Egyesült Királyság (GBR) | 49,80  | 48,60  | 83,64  | 85,68  | 84,24  | 78,66  | 430,62 |
|    | Patrick Hausding / Lars Rüdiger              | Németország (GER)        | 50,40  | 48,00  | 66,96  | 75,48  | 77,70  | 76,23  | 394,77 |
| 4  | Olekszandr Horskovozov / Oleh Kologyij       | Ukrajna (UKR)            | 48,60  | 48,00  | 75,48  | 76,26  | 58,14  | 72,42  | 378,90 |
| 5  | Andrea Chiarabini / Giovanni Tocci           | Olaszország (ITA)        | 48,60  | 45,00  | 74,46  | 68,25  | 62,22  | 72,54  | 371,07 |
| 6  | Kacper Lesiak / Andrzej Rzeszutek            | Lengyelország (POL)      | 49,20  | 48,00  | 67,50  | 72,54  | 72,42  | 56,10  | 365,76 |
| 7  | Guillaume Dutoit / Simon Rieckhoff           | Svájc (SUI)              | 47,40  | 43,80  | 64,80  | 62,22  | 62,31  | 67,32  | 347,85 |
| 8  | Azat Harutunjan / Vlagyimir Harutunjan       | Örményország (ARM)       | 43,20  | 41,40  | 61,20  | 55,80  | 62,22  | 71,40  | 335,22 |
| 9  | Nikolász Molvalisz / Athanasziosz Tszirikosz | Görögország (GRE)        | 46,20  | 43,80  | 48,36  | 55,80  | 48,72  | 55,80  | 298,68 |
| 10 | Sandro Melikidze / Tornike Onikashvili       | Grúzia (GEO)             | 37,80  | 39,00  | 58,50  | 60,45  | 57,60  | 35,70  | 289,05 |